# Oral Fixation Vol. 2
Oral Fixation Vol. 2 ist das siebte Studioalbum, das sechste spanischsprachige, der kolumbianischen Popsängering Shakira aus dem Jahr 2005.

## Veröffentlichung
Das Album wurde erstmals am 25. November 2005 bei Epic Records veröffentlicht und im April 2006 leicht verändert ein zweites Mal auf den Markt gebracht. Auf der zweiten Version des Tonträgers findet sich auch das Lied Hips Don’t Lie mit Wyclef Jean, welches zu einem internationalen Hit avancierte.
Der Albumtitel bezieht sich auf den Begriff orale Fixierung aus der Freudschen Psychoanalyse.

## Stil
Das Album ist stilistisch das bislang abwechslungsreichste Werk von Shakira. Neben vordergründigen Rock- und Popelementen gibt es auch verschiedene andere Einflüsse. Im Lied „How Do You Do“ fallen zum Beispiel gregorianische Mönchsgesänge auf, dagegen wird „Don't Bother“ teilweise dem Alternative Rock zugeordnet. Der Titel „Timor“, an dem auch ein Kinderchor beteiligt ist, lässt wiederum Dancefloor-Vergleiche zu.

## Zensur
In vielen Ländern des Nahen Ostens wurde das Album zensiert. In den dort veröffentlichten Versionen fehlt das Lied „How Do You Do“, weil es Fragen zur Existenz und Haltung Gottes stellt. Daneben wurde das Cover geändert, so dass nicht nur eine Ranke, sondern ein ganzer Busch die Brüste und den nackten Bauch Shakiras verdeckt.
In Indonesien wurde das Lied Timor zensiert, das sich mit der Unabhängigkeit Osttimors von Indonesien beschäftigt. Es wurde unter anderem in It’s Alright umbenannt.

## Artwork
Das Albumcover ist eine Anspielung auf die Geschichte von Adam und Eva. Die nackte Shakira hält als Eva den verbotenen Apfel vom Baum der Erkenntnis in der Hand. Auf einem Ast sitzt ein nackter Säugling, der nach dem Apfel greift. Eine Ranke verdeckt die Brüste von Shakira.

## Titelliste
Original
1. How Do You Do – 3:45
2. Don’t Bother – 4:17
3. Illegal (feat. Carlos Santana) – 3:53
4. The Day and the Time (feat. Gustavo Cerati) – 4:22
5. Animal City – 3:15
6. Dreams for Plans – 4:02
7. Hey You – 4:09
8. Your Embrace – 3:33
9. Costume Makes the Clown – 3:12
10. Something – 4:21
11. Timor – 3:32

New Edition
1. How Do You Do – 3:45
2. Illegal (feat. Carlos Santana) – 3:53
3. Hips Don’t Lie (feat. Wyclef Jean) – 3:41
4. Animal City – 3:15
5. Don’t Bother – 4:17
6. The Day and the Time (feat. Gustavo Cerati) – 4:22
7. Dreams for Plans – 4:02
8. Hey You – 4:09
9. Your Embrace – 3:33
10. Costume Makes the Clown – 3:12
11. Something – 4:12
12. Timor – 3:32
13. La tortura (Alternative Version) (feat. Alejandro Sanz) – 3:32

Nach Protesten von Fans, die sich enttäuscht darüber zeigten, dass nach dem schon getätigten Kauf der ersten Version nun eine CD mit zusätzlichen Stücken auf dem Markt erhältlich war, wurde auf der offiziellen Homepage von Shakira die Möglichkeit zum Download dieser Titel für Besitzer der ursprünglichen Veröffentlichung geschaffen.

## Singleauskopplungen
Im Oktober 2005 wurde die Singleauskopplung Don’t Bother veröffentlicht, die in Deutschland bis auf Platz sieben der Singlecharts kam. Im Februar 2006 folgte mit Hips Don’t Lie, an dem auch Wyclef Jean beteiligt war, die zweite Auskopplung aus dem Album. Dieses Stück stellte die zweite Nummer-eins-Platzierung Shakiras in Deutschland nach Whenever, Wherever von Anfang 2002 dar.

## Rezensionen
Allmusic vergab  Sterne, während laut.de nur  Sternen vergab.

## Kommerzieller Erfolg

### Chartplatzierungen
| ChartsChartplatzierungen       | Höchstplatzierung | Wochen |
| ------------------------------ | ----------------- | ------ |
| Deutschland (GfK)              | 4 (71 Wo.)        | 71     |
| Österreich (Ö3)                | 6 (45 Wo.)        | 45     |
| Schweiz (IFPI)                 | 3 (57 Wo.)        | 57     |
| Spanien (Promusicae)           | 3 (44 Wo.)        | 44     |
| Vereinigte Staaten (Billboard) | 5 (58 Wo.)        | 58     |
| Vereinigtes Königreich (OCC)   | 12 (30 Wo.)       | 30     |

| ChartsJahrescharts (2006)      | Platzierung |
| ------------------------------ | ----------- |
| Deutschland (GfK)              | 12          |
| Österreich (Ö3)                | 21          |
| Schweiz (IFPI)                 | 15          |
| Vereinigte Staaten (Billboard) | 23          |
| Vereinigtes Königreich (OCC)   | 70          |

### Auszeichnungen für Musikverkäufe
| Land/Region                  | Auszeichnungen für Musikverkäufe (Land/Region, Auszeichnung, Verkäufe) | Verkäufe    |
| ---------------------------- | ---------------------------------------------------------------------- | ----------- |
| Argentinien (CAPIF)          | Platin                                                                 | 40.000      |
| Australien (ARIA)            | Gold                                                                   | 35.000      |
| Belgien (BRMA)               | Gold                                                                   | 25.000      |
| Dänemark (IFPI)              | Gold                                                                   | 20.000      |
| Deutschland (BVMI)           | 2× Platin                                                              | 400.000     |
| Europa (IFPI)                | Platin                                                                 | (1.000.000) |
| Finnland (IFPI)              | Gold                                                                   | 15.085      |
| Frankreich (SNEP)            | Platin                                                                 | 200.000     |
| Griechenland (IFPI)          | Platin                                                                 | 20.000      |
| Indien (IMI)                 | Gold                                                                   | 10.000      |
| Irland (IRMA)                | 2× Platin                                                              | 30.000      |
| Italien (FIMI)               | Gold                                                                   | 40.000      |
| Kanada (MC)                  | 3× Platin                                                              | 300.000     |
| Kolumbien (ASINCOL)          | Gold                                                                   | 7.500       |
| Mexiko (AMPROFON)            | 2× Platin                                                              | 200.000     |
| Neuseeland (RMNZ)            | Platin                                                                 | 15.000      |
| Niederlande (NVPI)           | Platin                                                                 | 70.000      |
| Norwegen (IFPI)              | Gold                                                                   | 20.000      |
| Österreich (IFPI)            | Platin                                                                 | 30.000      |
| Portugal (AFP)               | Platin                                                                 | 20.000      |
| Russland (NFPF)              | 2× Platin                                                              | 40.000      |
| Schweden (IFPI)              | Gold                                                                   | 30.000      |
| Schweiz (IFPI)               | Platin                                                                 | 40.000      |
| Spanien (Promusicae)         | Platin                                                                 | 80.000      |
| Ungarn (MAHASZ)              | Platin                                                                 | 10.000      |
| Vereinigte Staaten (RIAA)    | 3× Platin                                                              | 3.000.000   |
| Vereinigtes Königreich (BPI) | Platin                                                                 | 300.000     |
| Insgesamt                    | 9× Gold · 26× Platin ·                                                 | 5.077.585   |

Hauptartikel: Shakira/Auszeichnungen für Musikverkäufe